# Juego de Tronos: Génesis
Juego de Tronos: Génesis es un videojuego de estrategia desarrollado por Cyanide y publicado por Focus Home Interactive lanzado exclusivamente para Microsoft Windows el 28 de septiembre de 2011 en América del Norte, el 29 de septiembre de 2011 en Europa y 13 de octubre de 2011 en Australia.
El juego es una adaptación de la serie de libros Canción de Hielo y Fuego de George R.R Martin y es la primera adaptación de estos a un videojuego. El juego tiene lugar más de 1.000 años de la historia ficticia de Poniente, a partir de la llegada del rhoynar liderados por la Reina-guerrera Nymeria.

## Jugabilidad
La Jugabilidad se centra en la captura de los distintos puntos de castillos, pueblos y minas de oro con caracteres. Se hace hincapié en las mecánicas de piedra-papel-tijera de caracteres "sucias" en lugar de la fuerza bruta y fuerza de combate de los juegos de estrategia en tiempo real tradicionales.
El objetivo del juego es ganar el Trono de Hierro, y al hacerlo se puede hacer por acumular suficiente "prestigio" dentro del juego.
Cada casa cuenta con unidades y habilidades especiales. Por ejemplo la Casa Stark tiene direwolves y la Casa Baratheon tiene mejores arqueros.
El juego tiene dos modos de juego: Versus y Campaña. El juego cuenta con cuatro facetas principales:. Diplomacia, militar, económica, y bajo cuerda.

## Recepción
Juego de Tronos: Génesis recibió críticas mixtas. Recibió una puntuación de 52,94% en GameRankings y 53/100 en Metacritic.